# エアベンダー
『エアベンダー』（原題: The Last Airbender）は、2010年のアメリカ映画。ニコロデオンのテレビアニメ『アバター 伝説の少年アン』の第1シーズンを基に、M・ナイト・シャマランが製作・脚本・監督した作品である。

## ストーリー
世界は分断された4つの王国によって均衡が保たれていた。火の国、水の国、土の国、気の国はそれぞれ独自の｢エレメント｣と呼ばれる能力を有する民族が住んでいたが、他国の能力を使える者はいなかった。あるとき、火の国が反乱を起こしたことで世界の秩序が乱れてしまう。世界を救うには4つの国全ての能力を使える者（＝アバター）が必要だった。
火の国の反乱から100年が経過したある日、水の国に住む兄妹カタラとサカは氷塊の中から現れたアンという少年と出会う。実は、彼こそがアバターとして生まれし者だったのだ。しかし、アンはアバターとなるための修業の途中で逃げ出したため、まだ「気」しか操ることができなかった。

## キャスト
※括弧内は日本語吹替。
- アン - ノア・リンガー（小林翼）： アバターとなる運命を背負った少年。気のベンダーの最後の生き残り。
- ズーコ王子 - デーヴ・パテール（早志勇紀）： 火の国の王子。アバターを見つけるまで、王に国を追放されている。
- カタラ - ニコラ・ペルツ（小幡真裕）： 南の水の国のベンダー。アンと共に旅をする。
- サカ - ジャクソン・ラスボーン（細谷佳正）： カタラの兄。アンと共に旅をする。
- アイロ伯父 - ショーン・トーブ（根本泰彦）： ズーコの伯父。ズーコを補佐する。
- ジャオ司令官 - アーシフ・マンドヴィ（加瀬康之）： 火の国の司令官。ズーコをライバル視する。
- オザイ王 - クリフ・カーティス（井上和彦）： 火の国の王。ズーコの父。
- ユエ王女 - セイチェル・ガブリエル（安藤瞳）： 北の水の国の王女。サカと惹かれあう。
- カタラの祖母 - キャサリン・ホートン（池田昌子）： カタラとサカにアバターと精霊の伝説を話す。
- パック師匠 - フランシス・ギナン（内田直哉）： 北の水の国のベンダー。
- ギアツォ - デイモン・ガプトン： 南の気の寺の僧侶。アンの師匠。
- アズーラ王女 - サマー・ビシル（藤村歩）： 火の国の王女。ズーコの妹。
- 寺の老人 - ランダル・ダク・キム（坂口芳貞）： アンが北の気の寺で出会う老人。
- ドラゴンの精霊の声 - ジョン・ノーブル（菅生隆之）： アンの前に現れる精霊。

## 製作
2007年1月8日、パラマウント映画のMTVフィルムズとニコロデオン・ムービーズにより、『アバター 伝説の少年アン』を全三部作で映画化し、M・ナイト・シャマランが監督・脚本・製作を担当することが発表された。元々は『アバター: ザ・ラスト・エアベンダー（Avatar: The Last Airbender）』という題だったが、ジェームズ・キャメロン監督の『アバター（Avatar）』と争った結果、『ザ・ラスト・エアベンダー（The Last Airbender）』に改題された。
2008年後半にプリプロダクションが始まり、2009年3月にはグリーンランドで撮影が始まった。2週間後、キャストとスタッフはペンシルベニア州レディングに移った。
VFXはインダストリアル・ライト&マジックが担当し、劇中に登場するクリーチャーや「火」、「水」、「土」、「気」のCGIを製作した。
本作はポストプロダクション時に2Dから3Dに変換された。変換費用は500万ドルから1000万ドルであるという。

## 評価
Rotten Tomatoesでの評論家の支持率は126のレビュー中8%で、平均点は10点満点中2.9点であった。The A.V. ClubではFランク作品に認定され、無理矢理3Dにしたことや子役の演技に言及された上で「2010年夏の最悪の超大作」と評された。
また、原作アニメではアジア人とイヌイット族のキャラクターが多く登場するにも拘らず、映画では白人の俳優ばかりが使われたこと等に関して、人種差別ではないかと抗議する声が挙がり、人種差別反対運動にまで発展した。
一方で『USAトゥデイ』のスコット・ボウルズはやや肯定的な評価を下し、「子供向け映画としては良い」と評した。
2011年2月に発表された第31回ゴールデンラズベリー賞で8部門にノミネートされ、うち5部門（最低映画賞、最低脚本賞、最低監督賞、最低助演男優賞、最も3Dの使い方が間違っている映画賞）を受賞した。